# Répression de l'aide à l'entrée et au séjour irréguliers des étrangers

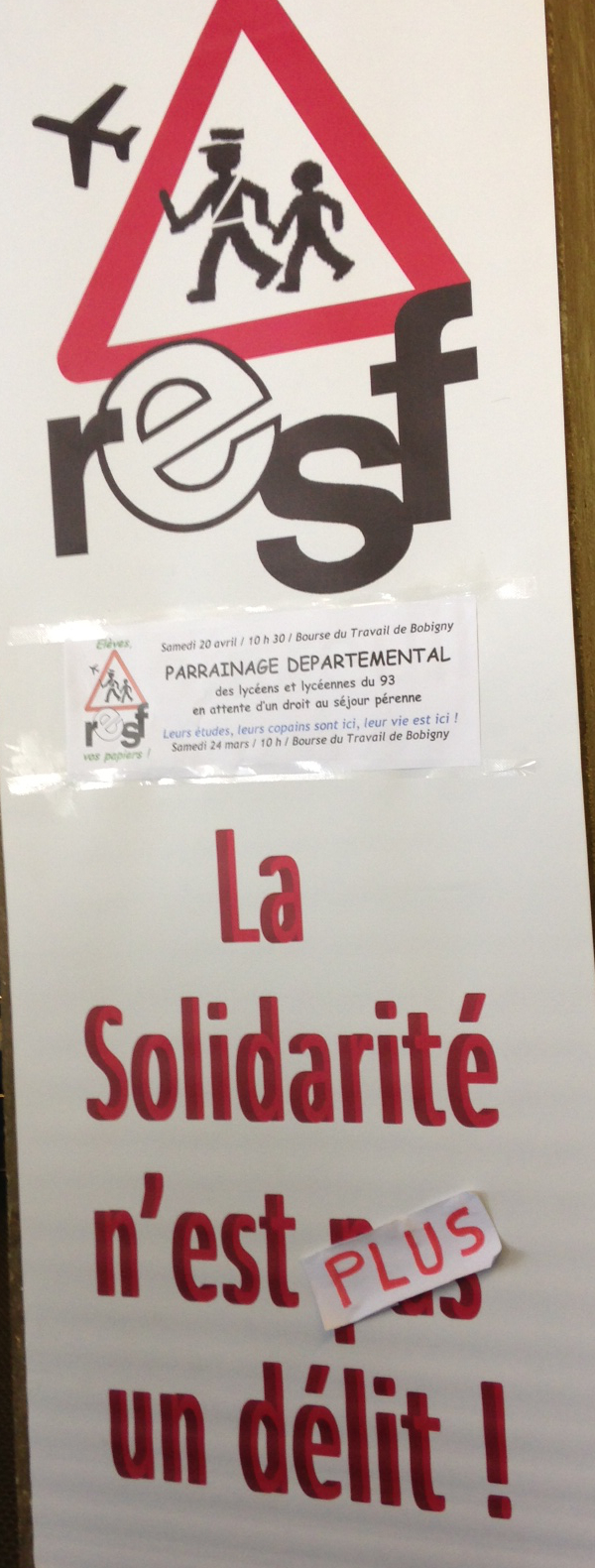
Affiche symbolisant la fin du délit de solidarité en France.

Le contrôle de la circulation des étrangers sur son territoire fait partie des prérogatives de tout État souverain. La quasi-totalité des États du monde dispose d'une législation spécifiquement destinée à réprimer l'aide à l'entrée et au séjour irréguliers d'étrangers sur son territoire. La plupart du temps il s'agit avant tout de combattre les activités de réseaux de « passeurs » qui organisent l'entrée d'immigrants dans l'illégalité contre une rémunération financière.

## Droit international
La Convention des Nations unies contre la criminalité transnationale organisée, préparée à la fin de l'année 2000 comprend deux protocoles additionnels destinés à lutter contre ces pratiques :
- Le Protocole contre la traite des personnes, en particulier des femmes et des enfants concerne le transport de personne vers un autre pays, dans le but de les exploiter, de leur faire exercer une activité illégale ou tout au moins de les déplacer sans leur consentement. Ce protocole vise notamment les réseaux de prostitution et de travail forcé.
- Le Protocole contre le trafic et le transport illicites de migrants concerne au contraire le transport de personnes consentantes. Il s'agit ici de lutter contre les réseaux qui organisent l'entrée illégale de migrants.

## Europe
En Europe occidentale, la circulation des personnes est facilitée par l'Union européenne et les conventions internationales entre les pays concernés. La question de la répression de l'immigration illégale se pose essentiellement concernant les ressortissants d'autres pays du monde.
L'Union européenne mène également une politique d'harmonisation de la législation de ses États membres en la matière, notamment par le biais de la Convention de Schengen du 19 juin 1990 et par la directive 2002/90/CE du Conseil du 28 novembre 2002 définissant l'aide à l'entrée, au transit et au séjour irréguliers.

### Belgique
En Belgique, la gestion de la politique des étrangers revient à la Direction générale de l'Office des étrangers. Les règles de bases applicables en la matière sont décrites dans la loi du 15 décembre 1980 sur l'accès au territoire, le séjour, l'établissement et l'éloignement des étrangers et dans l’arrêté royal d’exécution du 8 octobre 1981.
L'article 77 de cette loi punit « quiconque [qui] sciemment assiste un étranger […] dans […] son entrée illégale ou son séjour illégal dans le Royaume […] » à une peine de huit jours à trois mois et d'une amende de 1700 € à 6000 €. Le texte prévoit cependant que cette réglementation « ne s'applique pas si l'aide ou l'assistance est offerte à l'étranger pour des raisons principalement humanitaires ».
Cette législation a été durcie en 1995, par la loi du 13 avril 1995 contenant des dispositions en vue de la répression de la traite des êtres humains et de la pornographie enfantine qui a introduit des peines plus lourdes pour lutter contre la criminalité organisée.

### France
Depuis le 1er mars 2005, les règles relatives à l'entrée et au séjour des étrangers sont fixées par le Code de l'entrée et du séjour des étrangers et du droit d'asile. Les articles L 622-1 et suivants concernent l'aide à l'entrée, à la circulation et au séjour irréguliers d'un étranger en France.
Cette législation est issue de l'article 21 de l'ordonnance du 2 novembre 1945 relative aux conditions d'entrée et de séjour en France des étrangers et portant création de l'Office national d'immigration. Le texte de cette ordonnance a été de nombreuses fois réformé et les sanctions se sont durcies. En 1996, une immunité pour les membres de la famille des étrangers concernés a été introduite et depuis 2003 les personnes ou les associations menant des actions « nécessaire[s] à la sauvegarde de la vie ou de l'intégrité physique de l'étranger » (notamment une assistance médicale) sont également protégées par l'article L622-4. La législation française n'inclut cependant pas le critère des « fins lucratives » défini au niveau européen.
L’article L. 622-1 du CESEDA prévoit que « toute personne qui aura, par aide directe ou indirecte, facilité ou tenté de faciliter l’entrée, la circulation ou le séjour irréguliers d’un étranger en France sera punie d’un emprisonnement de cinq ans et d’une amende de 30 000 €, ». 
Cette réglementation fait l'objet de vives critiques des associations de défense des migrants qui ont lancé en 2003 une campagne sur le thème du délit de solidarité.
Après avoir échoué sur une démarche semblable en 2009 dans la foulée de la sortie du film Welcome, le député Daniel Goldberg avait obtenu la mise en déplaçant de dispositions devant protéger les personnes apportant un acte de solidarité sans contrepartie à une personne en situation irrégulière
Après la crise migratoire ayant débuté en 2015, plusieurs personnes ont été condamnées au motif que leur « action militante » aurait dépassé de simples préoccupations humanitaires, comme dans le cas de l'agriculteur Cédric Herrou condamné en appel à Aix-en-Provence le 8 août 2017 à quatre mois de prison avec sursis. La cour d’appel a estimé que sa « démarche d’action militante en vue de soustraire des étrangers aux contrôles mis en œuvre par les autorités » ne rentrait pas dans le cadre des exceptions prévues par la loi. De même l'enseignant-chercheur Pierre-Alain Mannoni a lui aussi été condamné à deux mois de prison avec sursis par la même juridiction,estimant qu'il s’inscrivait dans « une démarche d’action militante en vue de soustraire des étrangers aux contrôles ».
En 2018 à l'occasion de l'examen du projet de loi sur l'asile et l'immigration défendu par Gérard Collomb élargit les exceptions prévues à l'application de l’article L 622-1, mais n'empêche pas formellement toutes nouvelles poursuites. Selon les nouvelles dispositions, le délit de solidarité ne serait plus retenu notamment « lorsque l’acte reproché a consisté à fournir des conseils et de l’accompagnement, notamment juridiques, linguistiques ou sociaux, ou des prestations de restauration, d’hébergement ou de soins médicaux destinées à assurer des conditions de vie dignes et décentes à l’étranger ». L’exemption concerne « toute autre aide visant à préserver la dignité ou l’intégrité physique de celui-ci, ou bien tout transport directement lié à l’une de ces exceptions, sauf si l’acte a donné lieu à une contrepartie directe ou indirecte ou a été accompli dans un but lucratif », des militants de l’association de soutien aux migrants Roya citoyenne, ayant été condamnés à une amende avec sursis sur le point relatif au transport de migrants. Selon la députée Naïma Moutchou une circulaire à venir « incitera à ne plus engager de poursuites » illustrant bien que le caractère exceptionnel des mesures dérogatoires adoptées par l'Assemblée nationale.
Selon Magali Lafourcade, secrétaire générale de la Commission nationale consultative des droits de l'homme, le délit de solidarité réprimant les actes désintéressés commis par humanité vis-à-vis des migrants  est contraire à la devise de la République : "quand la loi positive trahit la loi naturelle, il appartient au Conseil constitutionnel de faire résonner la devise républicaine, pour éviter l'insupportable indifférence qui ferait des valeurs de la République un songe creux."
Le 6 juillet 2018, le Conseil constitutionnel, saisi par la Cour de cassation de deux questions prioritaires de constitutionnalité dont une  formulée par Cédric Herrou décide de censurer le premier alinéa de l'article L. 622-4 du code de l’entrée et du séjour des étrangers et du droit d’asile,. En particulier le Conseil constitutionnel considère, au nom du « principe de fraternité », que la liste limitative des actions n’entrainant pas de poursuites (prestation de restauration, d’hébergement ou de soins médicaux) doit être élargie à « tout acte d’aide apportée dans un but humanitaire ». Le Parlement doit voter un nouveau texte avant le 1er décembre 2018, date à laquelle la décision du Conseil constitutionnel prendra effet.